# Kadji Sports Academy
Kadji Sports Academy là học viện thể thao, đội bóng đá có trụ sở tại Békoko, Douala, Cameroon. Học viện này được thành lập bởi Gilbert Kadji. Tiền đạo Samuel Eto'o đã từng thi đấu cho đội bóng này khi anh còn trẻ, sau đó anh mới thi đấu cho đội tuyển bóng đá quốc gia Cameroon.

## Các học viên nổi tiếng
- Eric Djemba Djemba
- Samuel Eto'o
- Carlos Kameni
- Stéphane M'Bia
- Sébastien Siani
- Jean-Michel Tchouga
- Nicolas N'Koulou
- Aurélien Chedjou